# ジュラシック・シティ
『ジュラシック・シティ』（原題：Raptor）、2001年公開のアメリカ映画。監督・脚本はジェイ・アンドリュース、制作はロジャー・コーマン。
いくつかのシーンに「ダイナソークライシス」の映像が使用されている。

## ストーリー
化石に含まれるDNAを基に恐竜を再生させ、軍事利用しようとする「ジュラシック計画」というものが、アメリカ国防省と科学者たちによって極秘に進められていた。
しかし計画は十数年前に中止され、誰もが「ジュラシック計画」を忘れようとしていた。だが、一部の科学者たちは、閉鎖された研究所で計画を進めていた。恐竜の再生に成功した彼らだったが、事故により恐竜が脱走してしまう。町中がパニックに陥る中、警察は施設への電力をストップさせたが、そのことにより、施設内の恐竜が脱走する危険性があった。事態を重く見た保安官のジムと国防省は、施設へ乗り込む事を決断する。

## キャスト
※括弧内は日本語吹替
- ジム・タナー - エリック・ロバーツ（江原正士）
- バーバラ・フィリップス - メリッサ・ブラッセル
- ハイド博士 - コービン・バーンセン（金尾哲夫）
- コナリー - ティム・アベル
- ローラ・タナー - ロリッサ・マッカムズ
- ベン・グローヴァー - ハリソン・ペイジ
- ジョシュ・マッコイ - グラント・クラマー
- カレン - テレサ・デプリースト
- ライル・シェル - フランク・ノヴァック
- ヴァンドマー大佐 - マイケル・キャヴァノー